# 이바라키현 제7구
이바라키현 제7구(일본어: 茨城県第7区)는 일본의 중의원 선거구이다. 1994년 일본 공직선거법이 개정되면서 신설되었다.

## 지역
- 고가시
- 유키시
- 시모쓰마시 (구 유키군 지요카와촌 일대)
- 조소시
- 반도시
- 유키군
- 사시마군

## 역대 국회의원
- 나카무라 기시로 (소속 정당: 무소속, 임기: 1996년 ~ 2003년)
- 나가오카 요지 (소속 정당: 자유민주당, 임기: 2003년 ~ 2005년)
- 나카무라 기시로 (소속 정당: 무소속, 임기: 2005년 ~ 현재)